# New Orleans Hornets 2012-2013
La stagione 2012-13 dei New Orleans Hornets fu l'11ª nella NBA per la franchigia.
I New Orleans Hornets arrivarono quinti nella Southwest Division della Western Conference con un record di 27-55, non qualificandosi per i play-off.

## Roster
| N° | Naz.                   | Ruolo | Sportivo        | Anno | Alt. | Peso |
| -- | ---------------------- | ----- | --------------- | ---- | ---- | ---- |
| 0  | Nigeria (bandiera)     | A     | Al-Farouq Aminu | 1990 | 206  | 98   |
| 1  | Stati Uniti (bandiera) | A     | Hakim Warrick   | 1982 | 206  | 99   |
| 2  | Stati Uniti (bandiera) | A     | Darius Miller   | 1990 | 203  | 107  |
| 4  | Stati Uniti (bandiera) | G     | Xavier Henry    | 1991 | 198  | 100  |
| 5  | Stati Uniti (bandiera) | G     | Dominic McGuire | 1985 | 206  | 100  |
| 8  | Stati Uniti (bandiera) | G     | Roger Mason     | 1980 | 196  | 91   |
| 10 | Stati Uniti (bandiera) | G     | Eric Gordon     | 1988 | 191  | 101  |
| 12 | Stati Uniti (bandiera) | G     | Terrel Harris   | 1987 | 196  | 86   |
| 12 | Stati Uniti (bandiera) | G     | Donald Sloan    | 1988 | 191  | 93   |
| 14 | Stati Uniti (bandiera) | A     | Jason Smith     | 1986 | 213  | 109  |
| 15 | Stati Uniti (bandiera) | C     | Robin Lopez     | 1988 | 213  | 116  |
| 17 | Stati Uniti (bandiera) | C     | Lou Amundson    | 1982 | 206  | 102  |
| 20 | Stati Uniti (bandiera) | C     | Henry Sims      | 1990 | 208  | 111  |
| 21 | Venezuela (bandiera)   | G     | Greivis Vásquez | 1987 | 198  | 91   |
| 22 | Stati Uniti (bandiera) | G     | Brian Roberts   | 1985 | 185  | 82   |
| 23 | Stati Uniti (bandiera) | A     | Anthony Davis   | 1993 | 208  | 100  |
| 25 | Stati Uniti (bandiera) | G     | Austin Rivers   | 1992 | 193  | 91   |
| 32 | Stati Uniti (bandiera) | A     | Ryan Anderson   | 1988 | 208  | 109  |
| 42 | Stati Uniti (bandiera) | A     | Lance Thomas    | 1988 | 203  | 102  |

## Staff tecnico
- Allenatore: Monty Williams
- Vice-allenatori: Randy Ayers, Bryan Gates, Dave Hanners, Fred Vinson
- Preparatore atletico: Jon Ishop